# 16 Pułk Piechoty Ziemi Tarnowskiej
16 Pułk Piechoty Ziemi Tarnowskiej (16 pp) – oddział piechoty Wojska Polskiego II RP.
W czasie kampanii wrześniowej 1939 walczył w składzie 6 Dywizji Piechoty (Grupa Operacyjna „Bielsko”, Armia „Kraków”).

## Formowanie i zmiany organizacyjne
13 listopada 1918 roku z frontu włoskiego wróciło do Tarnowa 28 oficerów i 200 szeregowych – Polaków – żołnierzy cesarskiego i królewskiego 57 pułku piechoty pod dowództwem kapitana Bolesława Menderera. W Tarnowie znajdował się także batalion zapasowy c. i k. 57 pp. Początkowo oddział nosił nazwę „57 pułk ziemi tarnowskiej”. W styczniu 1919 roku został przemianowany na „13 pułk ziemi tarnowskiej”, by w lutym otrzymać ostateczną nazwę „16 pułk piechoty”.
15 grudnia 1918 roku III batalion pod dowództwem kapitana Andrzeja Jana Waisa został skierowany na front ukraiński do Małopolski Wschodniej. Pod koniec grudnia został zorganizowany I batalion, a na początku lutego 1919 roku II batalion i sztab pułku. Duże zasługi przy organizacji oddziału położył porucznik Jan Palewski, adiutant pułku.
W 1919 roku wszedł w skład XI Brygady Piechoty należącej do 6 Dywizji Piechoty.
W grudniu 1919 batalion zapasowy pułku stacjonował w Tarnowie.
W czasie, gdy I i III bataliony walczyły w Małopolsce Wschodniej, pozostała część pułku została skoncentrowana w Cieszynie. Tu organizowano kolejne pododdziały, które wzięły udział w walkach na froncie czeskim przy obsadzaniu linii demarkacyjnej. Między innymi w rejonie Skoczowa większy bój stoczyła 4. kompania pod dowództwem porucznika Stanisława Hojnowskiego.
| Obsada personalna pułku w 1920  | Obsada personalna pułku w 1920                        |
| Stanowisko                      | Stopień, imię i nazwisko                              |
| ------------------------------- | ----------------------------------------------------- |
| Dowódca pułku                   | mjr Henryk Więckowski (do 20 IX)                      |
| Dowódca pułku                   | kpt. Tadeusz Muszyński (20–29 IX)                     |
| Dowódca pułku                   | ppłk Marian Steczkowski                               |
| I adiutant                      | ppor./kpt. Jan Mikułowski                             |
| II adiutant                     | ppor. Leon Jasiewicz                                  |
| Dowódca taborów                 | por. Andrzej Baran                                    |
| Lekarz                          | kpt. lek. Chaim Wassenberger                          |
| Oficer broni                    | ppor. Mieczysław Lubczyński († 6IX)                   |
| Oficer gazowy                   | ppor. Władysław Kurecki                               |
| Oficer prowiantowy              | ppor. prow. Tadeusz Fijałek                           |
| Oficer wywiadowczy              | por. Zygmunt Piękoś                                   |
| Oficer łączności                | ppor. Adolf Prosołowicz                               |
| Dowódca I batalionu             | mjr Tadeusz/Gustaw Łubieński                          |
| Adiutant                        | ppor. Stanisław Jachowicz                             |
| Lekarz                          | ppor. lek. Józef Grot                                 |
| Oficer prowiantowy              | ppor. prow. Józef Partyka                             |
| Dowódca 1 kompanii              | kpt. Stanisław Homolacz vel Homolacs                  |
| Dowódca plutonu                 | ppor. Józef Chlebuś                                   |
| Dowódca 2 kompanii              | ppor. Marian Drzewicki                                |
| Dowódca 2 kompanii              | ppor. Józef Chlebuś                                   |
| Dowódca plutonu                 | ppor. Jan Lacheta                                     |
| Dowódca 3 kompanii              | por. Marian Kwiatkowski                               |
| Dowódca plutonu                 | ppor. Stanisław Stopiński                             |
| Dowódca 4 kompanii              | ppor. Czesław Jentys                                  |
| Dowódca 1 kompanii km           | por. Tadeusz Klimecki                                 |
| Dowódca plutonu                 | ppor. Stanisław Stańczyk                              |
| Dowódca plutonu                 | ppor. Paweł Wojna                                     |
| Dowódca plutonu                 | chor. Stanisław Kras (szpital)                        |
| Dowódca II batalionu            | kpt. Tadeusz Muszyński                                |
| Adiutant                        | ppor. Zygmunt Czapliński                              |
| Oficer prowiantowy              | ppor. prow. Józef Dziekan                             |
| Oficer kasowy                   | ppor. rach. Wojciech Dziurawiec                       |
| Dowódca 5 kompanii              | por. Marian Popiel                                    |
| Dowódca plutonu                 | por. Stanisław Gajoch                                 |
| Dowódca 6 kompanii              | por. Antoni Śnieżek (†6IX)                            |
| Dowódca plutonu                 | por. Stanisław Jasiński                               |
| Dowódca plutonu                 | ppor. Stanisław Izworski                              |
| Dowódca 7 kompanii              | ppor. Henryk Nosek                                    |
| Dowódca 8 kompanii              | por. Bronisław Layer                                  |
| Dowódca plutonu                 | ppor. Władysław Seremet                               |
| Dowódca plutonu                 | ppor. Tędziagolski?                                   |
| Dowódca 2 kompanii km           | ppor. Tadeusz Borawski                                |
| Dowódca III batalionu           | por. Stanisław Hojnowski                              |
| Dowódca III batalionu           | kpt. Bronisław Layer (do pocz. IX)                    |
| Dowódca III batalionu           | kpt. Stanisław Hojnowski                              |
| Dowódca III batalionu           | por. Józef Michał Perzyński (25.07.1920 – 23.08.1920) |
| Adiutant                        | por, Karol Liferant                                   |
| Lekarz                          | por. lek. Jerzy Bresler                               |
| Oficer prowiantowy              | ppor. prow. Józef Jonak                               |
| Oficer kasowy                   | urz. wojsk. IX r. Mieczysław Gawin                    |
| Dowódca 9 kompanii              | ppor. Piotr Orłowski († 6 IX)                         |
| Dowódca plutonu                 | ppor. Wojciech Gorczyca                               |
| Dowódca 10 kompanii             | por. Roman Safir († 6 IX)                             |
| Dowódca 10 kompanii             | ppor. Ignacy Zbroja († 6 IX)                          |
| Dowódca 11 kompanii             | por. Józef Michał Perzyński                           |
| Dowódca plutonu                 | ppor. Andrzej Seredyński                              |
| Dowódca 12 kompanii             | ppor. Stanisław Furmankiewicz                         |
| Dowódca plutonu                 | ppor. Karol Pieniążek                                 |
| Dowódca 3 kompanii km           | ppor. Gustaw Pachowicz                                |
| Dowódca plutonu                 | ppor. Jan Wrona                                       |
| Dowódca kompanii technicznej    | ppor. Roman Jeż                                       |
| Dowódca plutonu                 | ppor. Kazimierz Jurek                                 |
| Dowódca 4 kompanii km           | por. Emil Adler                                       |
| Dowódca plutonu                 | ppor. Michał Pilch                                    |
| Oficer pułku (dowódca kompanii) | por. Jan Leśniak                                      |
| Oficer pułku                    | por. Stanisław Sieszko († 6 IX)                       |
| Oficer pułku                    | por. Witold Zubkowski                                 |
| Oficer pułku                    | ppor. Stanisław Weissblat                             |

### Kawalerowie Virtuti Militari
| Odznaczeni Krzyżem Srebrnym Orderu Wojskowego Virtuti Militari za wojnę 1918–1920 | Odznaczeni Krzyżem Srebrnym Orderu Wojskowego Virtuti Militari za wojnę 1918–1920 | Odznaczeni Krzyżem Srebrnym Orderu Wojskowego Virtuti Militari za wojnę 1918–1920 |
| --------------------------------------------------------------------------------- | --------------------------------------------------------------------------------- | --------------------------------------------------------------------------------- |
| kpt. Marceli Bernacki                                                             | ppor. Czesław Jentys                                                              | por. Stanisław Kempski                                                            |
| kpt. Tadeusz Klimecki                                                             | chor. Stanisław Kras                                                              | kpt. Bronisław Layer                                                              |
| plut. Tadeusz Łysiak                                                              | kpt. Tadeusz Muszyński                                                            | por. Tadeusz Tabkowski                                                            |
| kpr. Ludwik Wróbel                                                                |                                                                                   |                                                                                   |

## Pułk w okresie pokoju
8 grudnia 1920 roku pułk przybył do Starokonstantynowa, a następnie pomaszerował do Jeziernej, gdzie 14 grudnia załadował się na transport kolejowy i trzy dni później przybył do swojego stałego garnizonu w Tarnowie. Po przejściu z organizacji wojennej na organizację pokojową 16 pp pozostał w składzie 6 Dywizji Piechoty, która była rozlokowana na terenie Okręgu Korpusu Nr V.
19 maja 1927 roku minister spraw wojskowych marszałek Polski Józef Piłsudski ustalił i zatwierdził dzień 28 maja, jako datę święta pułkowego. Pułk obchodził swoje święto w rocznicę zwycięskiego boju stoczonego w 1920 roku pod Murową.
Na podstawie rozkazu wykonawczego Ministerstwa Spraw Wojskowych do Departamentu Piechoty o wprowadzeniu organizacji piechoty na stopie pokojowej PS 10-50 z 1930 roku, w Wojsku Polskim wprowadzono trzy typy pułków piechoty. 18 pułk piechoty zaliczony został do typu I pułków piechoty (tzw. „normalnych”). W każdym roku otrzymywał około 610 rekrutów. Stan osobowy pułku wynosił 56 oficerów oraz 1500 podoficerów i szeregowców. W okresie zimowym posiadał batalion starszego rocznika, batalion szkolny i skadrowany, w okresie letnim zaś batalion starszego rocznika i dwa bataliony poborowych.
Po wprowadzeniu nowej organizacji piechoty na stopie pokojowej, pułk szkolił rekrutów dla potrzeb batalionu Korpusu Ochrony Pogranicza.
W pułku zorganizowano też specjalną kompanię dla opóźnionych, która szkoliła rekrutów dla potrzeb całego DOK. Żołnierze ci wcześniej z różnych przyczyn opóźnili swoje stawiennictwo w macierzystej jednostce.
| Obsada personalna i struktura organizacyjna w marcu 1939 | Obsada personalna i struktura organizacyjna w marcu 1939 |
| Stanowisko                                               | Stopień, imię i nazwisko                                 |
| Dowództwo, kwatermistrzostwo i pododdziały specjalne     | Dowództwo, kwatermistrzostwo i pododdziały specjalne     |
| -------------------------------------------------------- | -------------------------------------------------------- |
| dowódca pułku                                            | ppłk Rudolf Matuszek                                     |
| I zastępca dowódcy                                       | ppłk Stanisław Witold Kwapniewski                        |
| adiutant                                                 | kpt. Józef Jan Mikuła                                    |
| starszy lekarz                                           | mjr dr Stanisław Kazimierz Rumian                        |
| młodszy lekarz                                           | vacat                                                    |
| oficer placu Tarnów                                      | p.o. kpt. adm. (piech.) Roman Stelmach*                  |
| II zastępca dowódcy (kwatermistrz)                       | ppłk Henryk II Nowak                                     |
| oficer mobilizacyjny                                     | kpt. Józef Ludwik Kałamarz                               |
| zastępca oficera mobilizacyjnego                         | kpt. Franciszek Karol Łopatkiewicz                       |
| oficer administracyjno-materiałowy                       | kpt. Stanisław Fryzel                                    |
| oficer gospodarczy                                       | kpt. int. Zbigniew Kazimierz Adwent                      |
| oficer żywnościowy                                       | chor. Franciszek Ksawery Furman                          |
| oficer taborowy                                          | por. tab. Bolesław Apolinary Ślósarczyk                  |
| kapelmistrz                                              | vacat                                                    |
| dowódca plutonu łączności                                | kpt. Józef Cioch                                         |
| dowódca plutonu pionierów                                | por. Józef Marian Antoni Klich                           |
| dowódca plutonu artylerii piechoty                       | p.o. por. Wacław Łyczkowski                              |
| dowódca plutonu ppanc.                                   | por. Józef Urbaniak                                      |
| dowódca oddziału zwiadu                                  | ppor. Franciszek Ksawery Synkiewicz                      |
| I batalion                                               |                                                          |
| dowódca batalionu                                        | mjr Piotr Teodor Ryba                                    |
| dowódca 1 kompanii                                       | kpt. Koman Tomasz Szydłowski                             |
| dowódca plutonu                                          | por. Franciszek Kaczmarczyk                              |
| dowódca 2 kompanii                                       | kpt. Władysław Antoni Środulski                          |
| dowódca plutonu                                          | ppor. Zbigniew Stanisław Gołębiowski                     |
| dowódca 3 kompanii                                       | kpt. Czesław Julian Puka                                 |
| dowódca plutonu                                          | ppor. Zbigniew Michał Dziubek                            |
| dowódca plutonu                                          | chor. Józef Gawęda                                       |
| dowódca 1 kompanii km                                    | por. Stanisław Staszałek                                 |
| dowódca plutonu                                          | ppor. Marian Franciszek Nakielny                         |
| II batalion                                              |                                                          |
| dowódca batalionu                                        | mjr Stefan Rachwał                                       |
| dowódca 4 kompanii                                       | kpt. Hipolit Liebel                                      |
| dowódca plutonu                                          | ppor. Mariusz Jan Andrzej Kwiatkowski                    |
| dowódca plutonu                                          | ppor. Mieczysław Jan Stroczyński                         |
| dowódca plutonu                                          | ppor. Marian Zieliński                                   |
| dowódca 5 kompanii                                       | por. Tadeusz Józef Jędrzejowski                          |
| dowódca plutonu                                          | por. Walenty Szytuła                                     |
| dowódca 6 kompanii                                       | kpt. Antoni Raczykowski                                  |
| dowódca plutonu                                          | ppor. Józef Juliusz Danylewicz                           |
| dowódca 2 kompanii km                                    | kpt. Alfred Mikee                                        |
| dowódca plutonu                                          | por. Eugeniusz Karol Kotarski                            |
| dowódca plutonu                                          | ppor. Bronisław Ostrowski                                |
| III batalion                                             |                                                          |
| dowódca batalionu                                        | ppłk Józef Feliks Kutyba                                 |
| dowódca 7 kompanii                                       | kpt. Mieczysław Jerzy Karczmarczyk                       |
| dowódca plutonu                                          | ppor. Tadeusz Adam Wolny                                 |
| dowódca 8 kompanii                                       | por. Stanisław Józef Marian Franciszek Mostek            |
| dowódca plutonu                                          | ppor. Jerzy Jan Stanisław Lis                            |
| dowódca 9 kompanii                                       | por. Mieczysław Ludwik Łuczko                            |
| dowódca plutonu                                          | ppor. Józef Piotr Windisch                               |
| dowódca 3 kompanii km                                    | kpt. Tadeusz Marian Adam Paszkot                         |
| dowódca plutonu                                          | por. Władysław Franciszek Różański                       |
| na kursie                                                | kpt. Marian Błażej Witkowski                             |
| na kursie                                                | por. Adam Stanisław Krajewski                            |
| 16 kompania wartownicza „Kłaj”                           |                                                          |
| dowódca                                                  | kpt. adm. (piech.) Mikołaj Pietrasz                      |
| zastępca dowódcy                                         | chor. Roman Ariet                                        |
| 16 obwód przysposobienia wojskowego „Tarnów”             |                                                          |
| kmdt obwodowy PW                                         | kpt. adm. (piech.) Stanisław Ryczek                      |
| kmdt powiatowy PW Tarnów                                 | kpt. adm. (piech.) Roman Stelmach (*)                    |
| kmdt powiatowy PW Dąbrowa Tarnowska                      | por. kontr. art. Jerzy Minnicki                          |
| kmdt powiatowy PW Dębica                                 | ppor. kontr. kaw. Aleksander Iwaszkiewicz                |
| kmdt powiatowy PW Mielec                                 | por. kontr. piech. Władysław Jan Nędzowski               |
| kmdt powiatowy PW Brzesko                                | ppor. kontr. piech. Józef Franciszek Kwiecień            |

## Pułk w kampanii wrześniowej
| Struktura organizacyjna i obsada personalna we wrześniu 1939 | Struktura organizacyjna i obsada personalna we wrześniu 1939 | Struktura organizacyjna i obsada personalna we wrześniu 1939 |
| Stanowisko etatowe                                           | Stopień, imię i nazwisko                                     | Uwagi                                                        |
| Dowództwo                                                    | Dowództwo                                                    | Dowództwo                                                    |
| ------------------------------------------------------------ | ------------------------------------------------------------ | ------------------------------------------------------------ |
| dowódca pułku                                                | ppłk Rudolf Matuszek                                         |                                                              |
| I adiutant                                                   | kpt. Józef Mikuła                                            |                                                              |
| II adiutant                                                  | ppor. rez. Józef Insler                                      |                                                              |
| oficer informacyjny                                          | por. Tadeusz Jędrzejowski                                    |                                                              |
| oficer łączności                                             | kpt. Józef Cioch                                             |                                                              |
| kwatermistrz                                                 | kpt. Czesław Puka                                            |                                                              |
| oficer płatnik                                               | por. Albert Kryszczuk                                        |                                                              |
| oficer żywnościowy                                           | chor. Franciszek Ksawery Furman                              | niemiecka niewola, †30 IX 1975                               |
| naczelny lekarz                                              | por. dr Stanisław Grochmal                                   |                                                              |
| kapelan                                                      | ks. kap. rez. Mikołaj Drab                                   |                                                              |
| kapelan                                                      | ks. Leopold Krawczyk                                         |                                                              |
| dowódca kompanii gospodarczej                                | NN                                                           |                                                              |
| I batalion                                                   |                                                              |                                                              |
| dowódca I batalionu                                          | mjr Piotr Ryba                                               |                                                              |
| adiutant 1 batalionu                                         | por. rez. Tarnowski                                          |                                                              |
| dowódca 1 kompanii strzeleckiej                              | kpt. Roman Szydłowski                                        |                                                              |
| dowódca 2 kompanii strzeleckiej                              | por. Wańtuch                                                 |                                                              |
| dowódca 3 kompanii strzeleckiej                              | ppor. Józef Windisch                                         |                                                              |
| dowódca 1 kompanii cekaemów                                  | por. Stanisław Staszałek                                     |                                                              |
| II batalion                                                  |                                                              |                                                              |
| dowódca II batalionu                                         | kpt. Alfred Mikee                                            |                                                              |
| adiutant II batalionu                                        | NN                                                           |                                                              |
| dowódca 4 kompanii strzeleckiej                              | kpt. Władysław Środulski                                     |                                                              |
| dowódca 5 kompanii strzeleckiej                              | por. Józef Oleś                                              |                                                              |
| dowódca 6 kompanii strzeleckiej                              | kpt. Antoni Raczykowski                                      |                                                              |
| dowódca 2 kompanii ckm                                       | por. Walenty Szypuła                                         |                                                              |
| III batalion                                                 |                                                              |                                                              |
| dowódca III batalionu                                        | kpt. Hipolit Liebel                                          |                                                              |
| adiutant III batalionu                                       | por. Henryk Sękowski                                         |                                                              |
| dowódca 7 kompanii strzeleckiej                              | por. rez. Józef Klimek                                       |                                                              |
| dowódca 8 kompanii strzeleckiej                              | por. Adam Krajewski                                          |                                                              |
| dowódca 9 kompanii strzeleckiej                              | por. Stanisław Mostek                                        |                                                              |
| dowódca 3 kompanii ckm                                       | por. Eugeniusz Kotarski                                      |                                                              |
| Pododdziały specjalne                                        |                                                              |                                                              |
| dowódca kompanii zwiadowczej                                 | ppor. Franciszek Synkiewicz                                  |                                                              |
| dowódca kompanii przeciwpancernej                            | por. Józef Urbaniak                                          |                                                              |
| dowódca plutonu artylerii piechoty                           | por. art. Jan Tomaszewski                                    | †IX 1939 Tarnów                                              |
| dowódca plutonu pionierów                                    | por. Józef Klich                                             |                                                              |
| dowódca plutonu przeciwgazowego                              | por. Mieczysław Łuczko                                       |                                                              |
| dowódca plutonu łączności                                    | st. sierż. Jan Grzyb                                         |                                                              |
| dowódca IV batalionu                                         | mjr Stefan Rachwał                                           |                                                              |
| dowódca kompanii wartowniczej „Kłaj”                         | por. Feliks Fidziński                                        |                                                              |
| Pozostałe osoby funkcyjne                                    |                                                              |                                                              |
| dowódca plutonu ckm                                          | pchor. / ppor. piech. Mieczysław Rabczak                     | 2 IX 1939 niemiecka niewola                                  |

### Mapy walk pułku

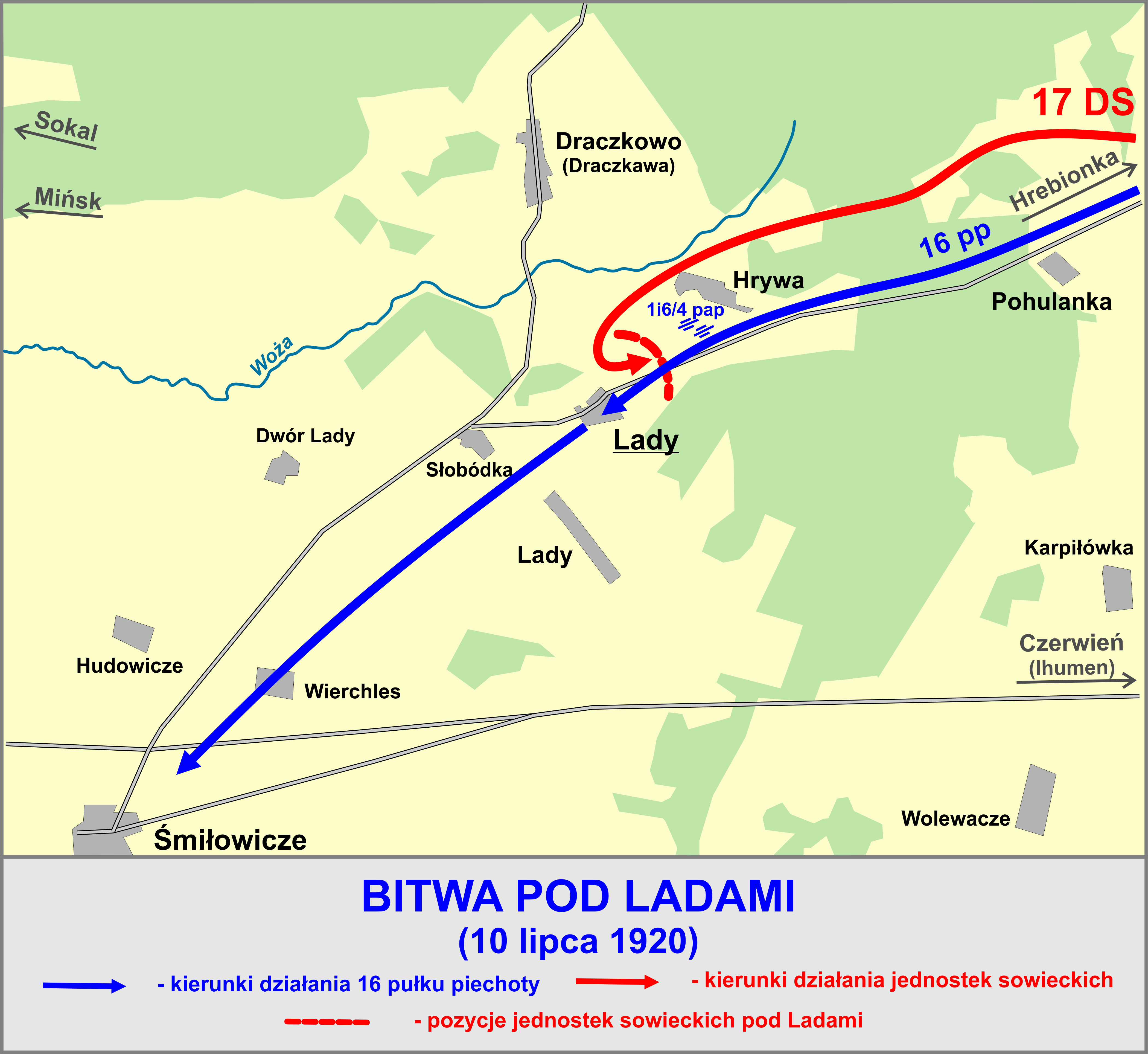
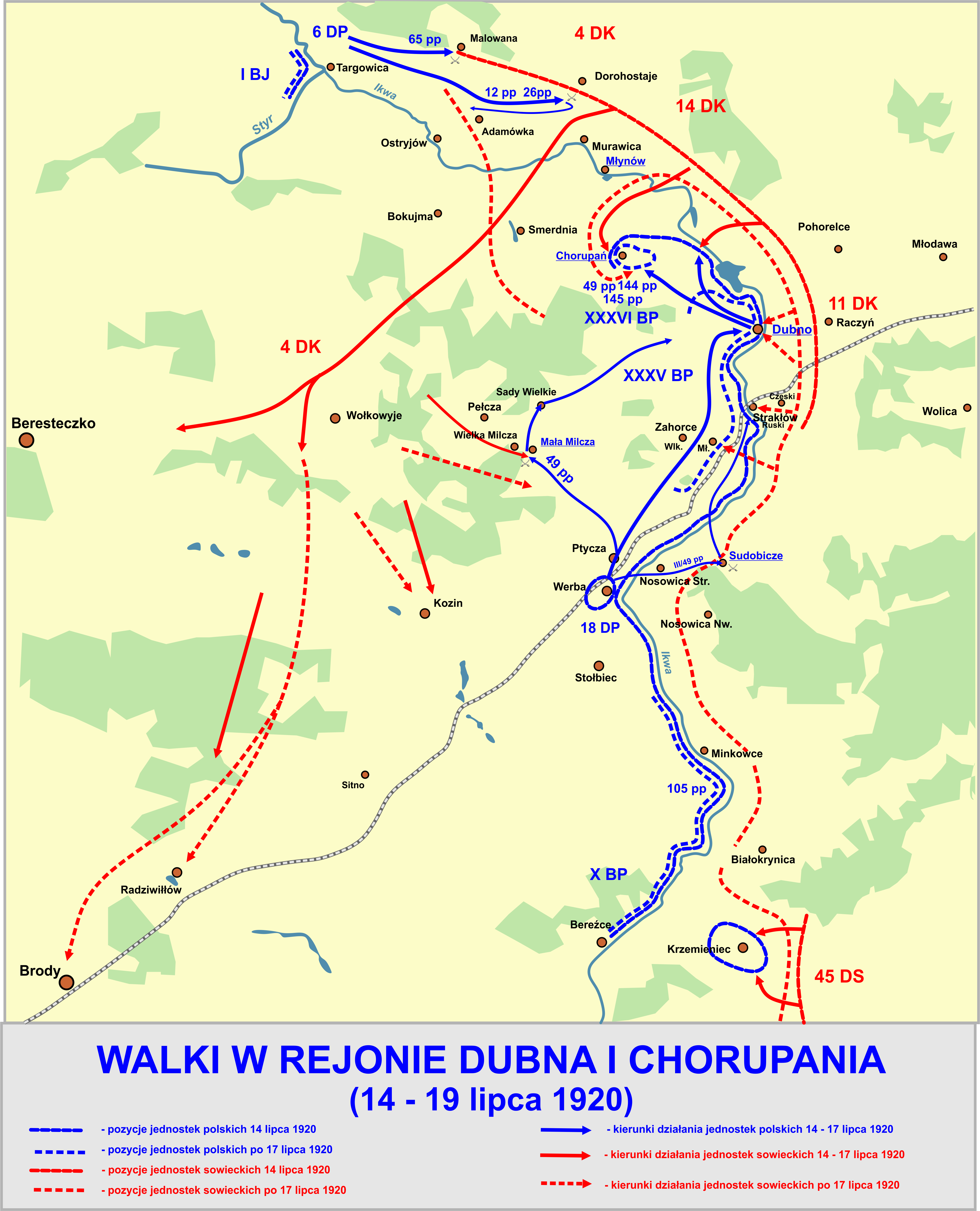
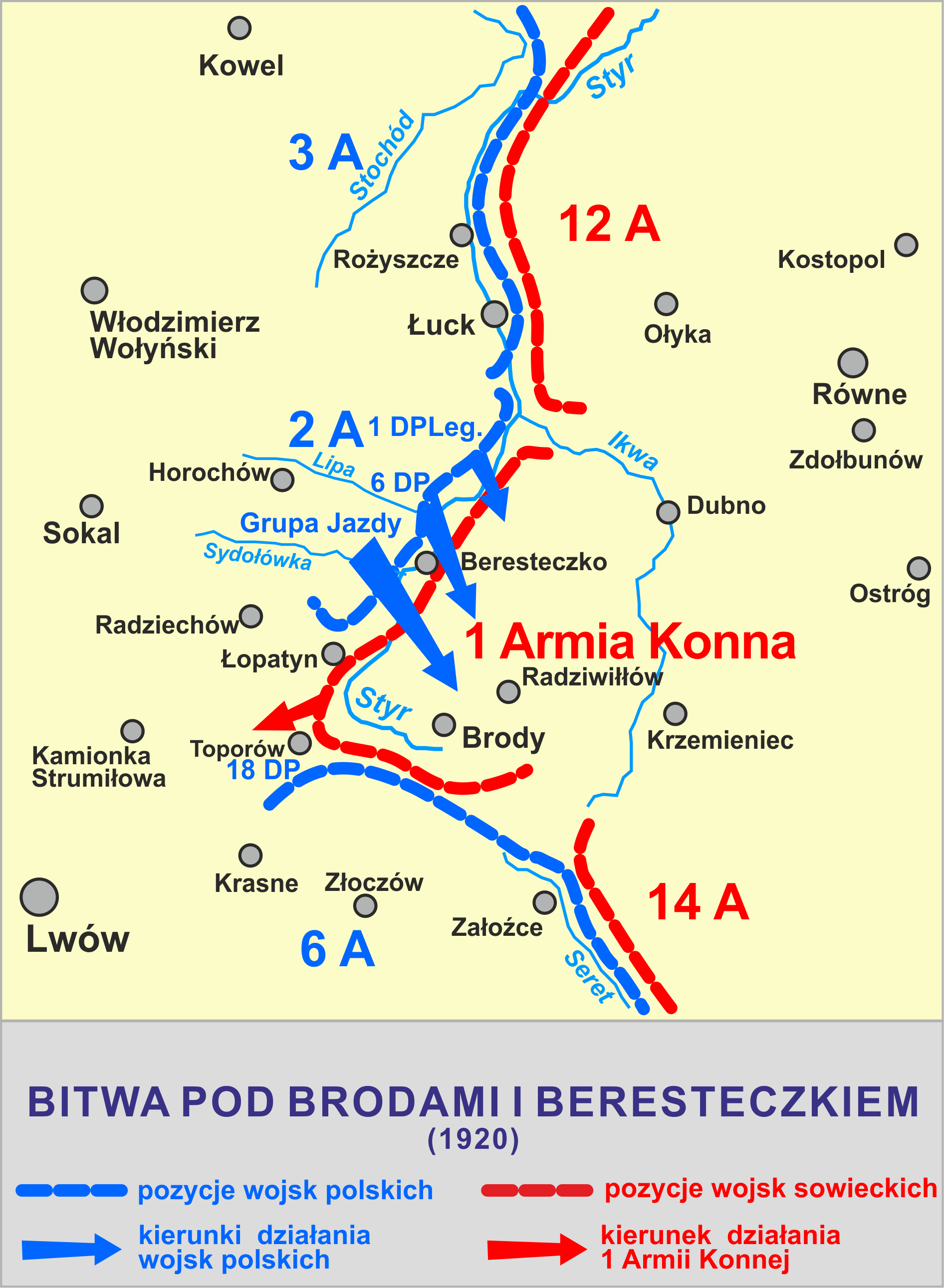

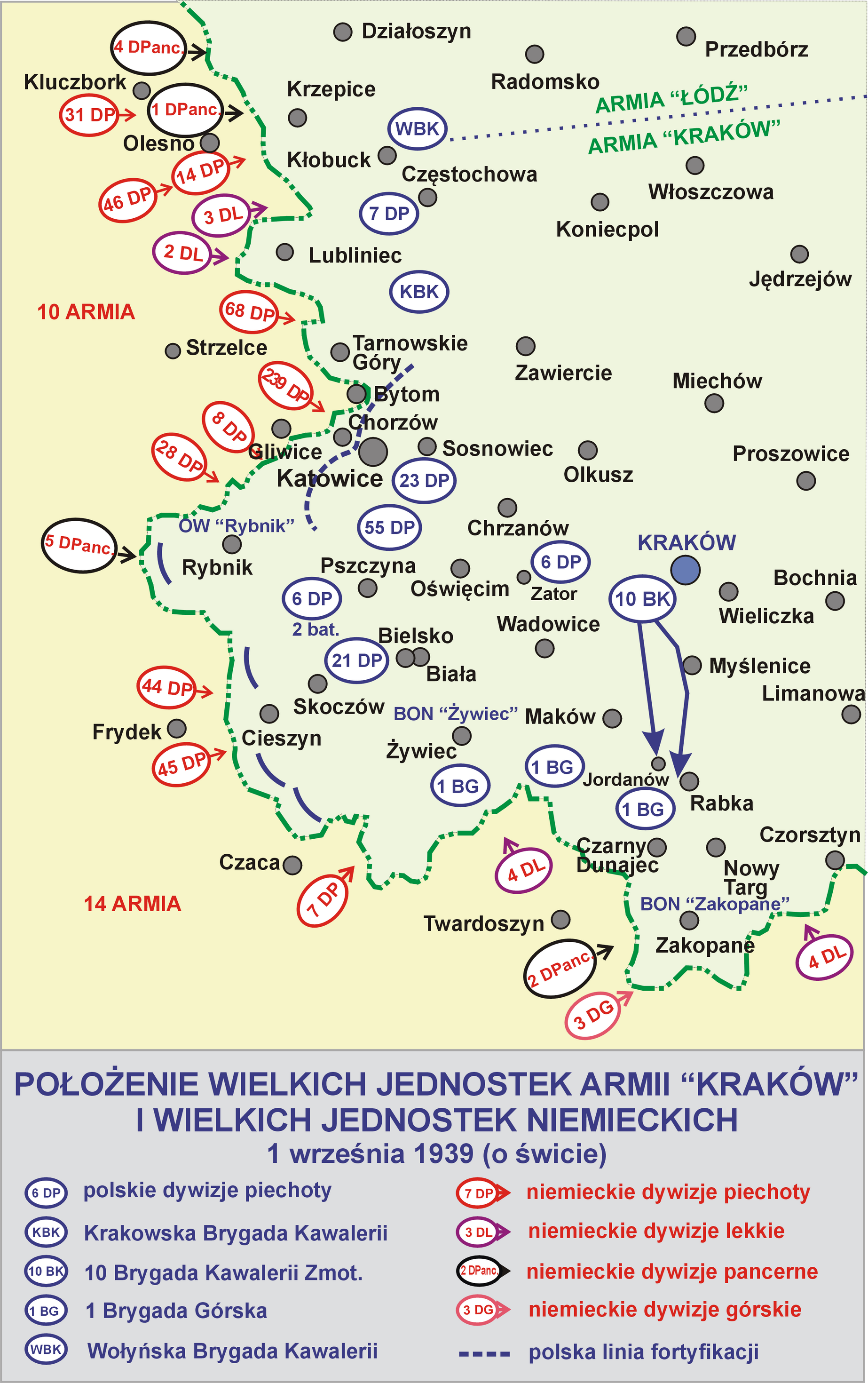
w składzie 6DP

## Symbole pułkowe
Sztandar
15 maja 1925 roku Prezydent Rzeczypospolitej Polskiej Stanisław Wojciechowski zatwierdził wzór lewej strony płachty chorągwi 16 pułku piechoty. 29 maja 1927 roku w Tarnowie Prezydent RP Ignacy Mościcki wręczył pułkowi chorągiew ufundowaną przez obywateli ziemi tarnowskiej.
Od 28 stycznia 1938 roku chorągiew pułkowa zaczęła być oficjalnie nazywana sztandarem. Obecnie sztandar znajduje się w Muzeum im. gen. Sikorskiego w Londynie.
Odznaka pamiątkowa
23 sierpnia 1930 roku minister spraw wojskowych marszałek Polski Józef Piłsudski zatwierdził wzór i regulamin odznaki pamiątkowej 16 pułku piechoty. Odznaka o wymiarach 38 × 38 mm ma kształt krzyża kawalerskiego, którego ramiona pokryte białą emalią ze złotymi krawędziami. Pośrodku krzyża umieszczona tarcza herbowa Tarnowa z gwiazdą i półksiężycem koloru złotego na tle niebieskiej emalii. Na ramionach krzyża wpisano numer „16” i nazwy pól bitewnych z 1920 roku „DAWIDÓW”, „KRASNE” i „MUROWA”. Czteroczęściowa – oficerska, wykonana w srebrze. Na rewersie próba srebra, imiennik grawera WG oraz numer. Autorem projektu był Jan Małeta. Wykonawcą był Wiktor Gontarczyk z Warszawy.

## Żołnierze pułku
Dowódcy pułku
- mjr Maksymilian Hoborski (14 XI – 5 XII 1918)
- ppłk Aleksander Boruszczak (5 XII 1918 – 29 III 1919)
- płk Kazimierz Piotrkowski (29 III – 25 V 1919)
- ppłk Zdzisław Załuski (25 V – 15 X 1919)
- ppłk Wiktor Rustocki (15 X 1919 – 4 I 1920)
- mjr Jan Łuszczki[h] (14–27 I 1920)
- mjr Karol Weiss de Helmenau (27 I – 31 VII 1920)
- por. Tadeusz Klimecki (31 VII – 4 VIII 1920)
- por. Stanisław Piotr Hojnowski (4 – 12 VIII 1920)
- mjr Henryk Więckowski (12 VIII – 20 IX 1920)
- kpt. Tadeusz Muszyński (20–29 IX 1920)
- ppłk Marian Steczkowski (od 29 IX 1920)
- ppłk / płk piech. Karol Weiss de Helmenau (1923 → 19 II 1924 → dowódca 72 pp)
- ppłk / płk piech. Jan Prymus (19 II 1924 – X 1926)
- płk piech. Władysław Dragat (X 1926 – 21 I 1930 → dowódca piechoty dywizyjnej 22 DP Gór.)
- płk dypl. Aleksander Zygmunt Myszkowski (21 I 1930 – 23 X 1931 → dowódca piechoty dywizyjnej 7 DP)
- ppłk / płk dypl. piech. Stefan Broniowski (23 X 1931 – XII 1935 → GISZ)
- ppłk piech. Stefan Leukos-Kowalski (1936–1939)
- ppłk piech. Rudolf Matuszek (1939)

Zastępcy dowódcy pułku
- ppłk piech. Józef Gigiel-Melechowicz (10 VII 1922 – 1924 → zastępca dowódcy 54 pp)
- ppłk piech. Władysław Dragat (1924 – X 1926 → dowódca pułku)
- ppłk piech. Eugeniusz Wyrwiński (do 5 V 1927 → dowódca baonu manewrowego)
- ppłk piech. Antoni Matarewicz (5 V 1927[36] – 12 III 1929 → p.o. komendanta PKU Tarnów[37])
- ppłk piech. Kazimierz Niedźwiedzki (12 III 1929[38] – 20 IX 1930)
- mjr dypl. piech. Jerzy Płatowicz-Płachta (20 IX 1930[39] – VII 1932 → skład osobowy inspektora armii gen. Norwid-Neugebauera[40])
- ppłk piech. Stanisław Kwapniewski (od X 1932[40])

II zastępca (kwatermistrz)
- mjr / ppłk piech. Henryk II Nowak (VIII 1935[41] – w 1939)

### Żołnierze 16 pułku piechoty – ofiary zbrodni katyńskiej
Biogramy ofiar zbrodni katyńskiej znajdują się między innymi w bazach udostępnionych przez Ministerstwo Kultury i Dziedzictwa Narodowego oraz Muzeum Katyńskie.
| Nazwisko i imię      | Stopień           | Zawód               | Miejsce pracy przed mobilizacją | Zamordowany |
| -------------------- | ----------------- | ------------------- | ------------------------------- | ----------- |
| Bąk Franciszek       | ppor. rez.        | nauczyciel          | szkoła w Mościcach              | Katyń       |
| Czarnecki Stefan     | plut. pchor. rez. |                     |                                 | Katyń       |
| Dańda Adam Jan       | ppor. rez.        | urzędnik            | Zarząd Miejski w Krakowie       | Katyń       |
| Kocela Franciszek    | por. rez.         | nauczyciel          | Szkoła Powszechna w Łapanowie   | Katyń       |
| Krudowski Jan        | por. w st. sp.    | żołnierz zawodowy   |                                 | Katyń       |
| Linowski Włodzimierz | ppor. rez.        | prawnik             | aplikant sądowy w Kielcach      | Katyń       |
| Preyer Marian        | ppor. rez.        | nauczyciel          |                                 | Katyń       |
| Robak Eugeniusz      | ppor. rez.        | urzędnik            |                                 | Katyń       |
| Waligóra Jan         | ppor. rez.        |                     | kmdt JHP w Borowicach Małych    | Katyń       |
| Wiśniowski Zygmunt   | ppor. rez.        | lekarz              |                                 | Katyń       |
| Ziętek Wincenty      | por. rez.         |                     |                                 | Katyń       |
| Berbeka Bolesław     | ppor. rez.        | urzędnik            |                                 | Charków     |
| Elgiet Adolf         | ppor. rez.        | urzędnik            |                                 | Charków     |
| Endel Stefan         | por. rez.         | nauczyciel          |                                 | Charków     |
| Kalita Józef         | ppor. rez.        | nauczyciel          |                                 | Charków     |
| Piechówka Józef      | ppor. rez.        | technik kolejnictwa | PKP                             | Charków     |
| Tarczałowicz Jan     | por. rez.         | prawnik, mgr        | praktyka w Brześciu             | Charków     |